# Miami Seaquarium
Miami Seaquarium (dosł. Akwarium Morskie w Miami) – 15-hektarowy park morski zlokalizowany na Virginia Key, w Miami (stan Floryda) w USA. 
Akwarium działające od 1955 r., posiada około 10 tys. gatunków i uważane jest za jedną z największych na świecie kolekcji zwierząt morskich. Oferuje codzienne pokazy zwierząt, m.in. orki, delfiny i lwy morskie. Eksponuje także rekiny, ryby rafy, żółwie morskie i węgorze.

## Galeria

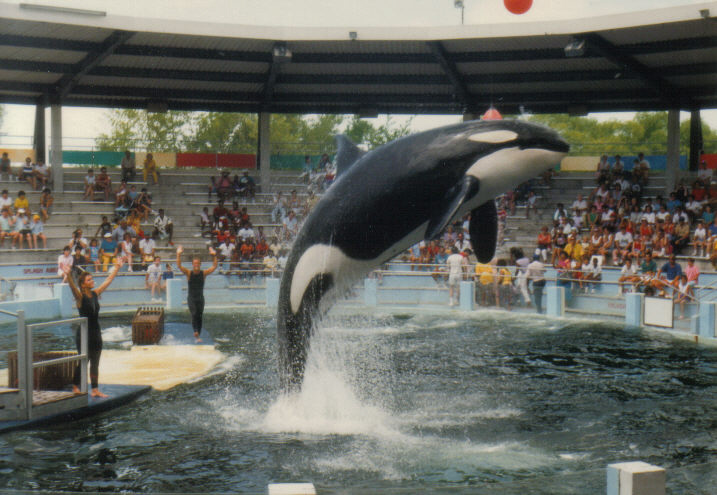
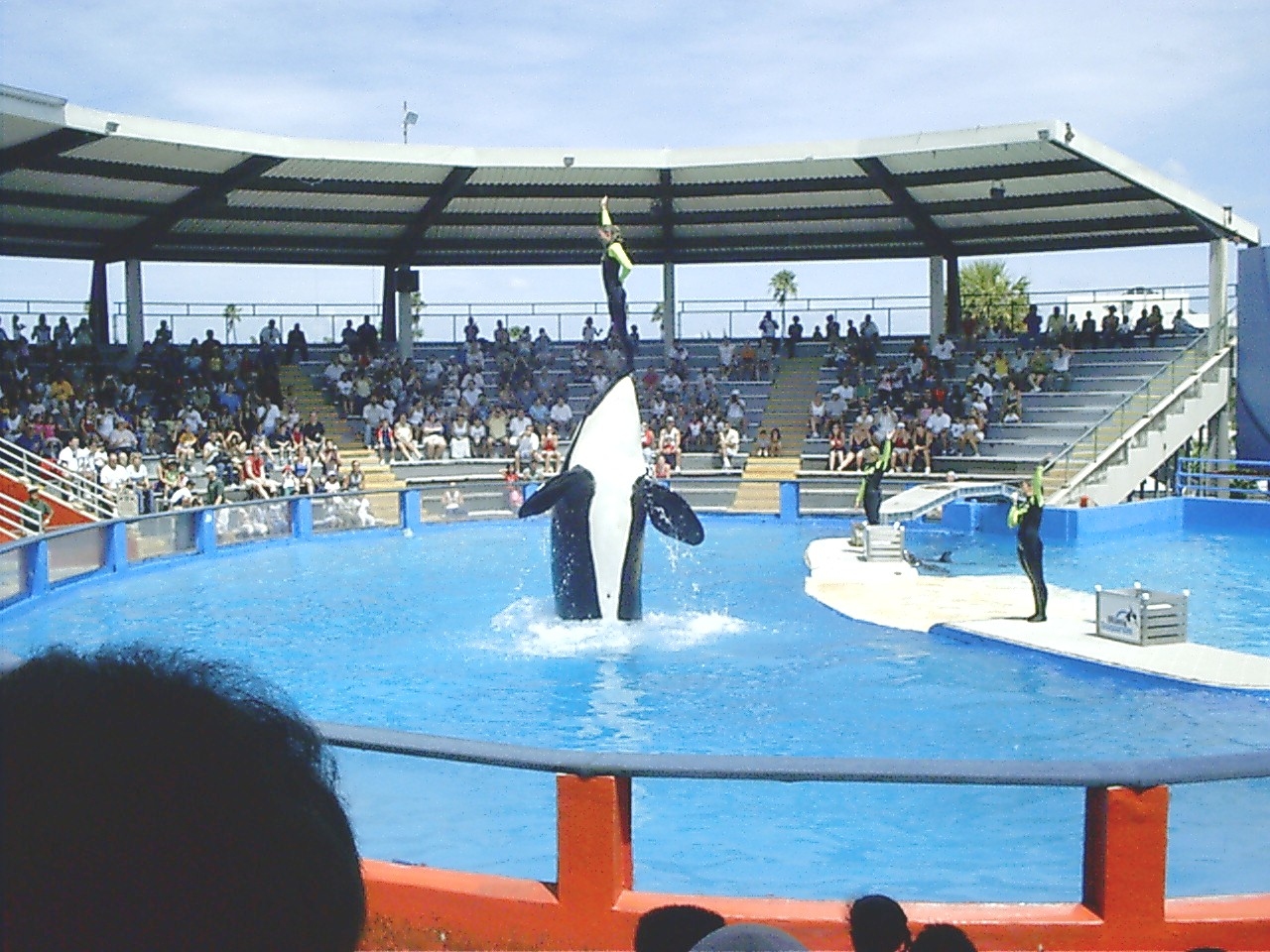